# Аксуатский сельский округ (Северо-Казахстанская область)
Аксуатский сельский округ (каз. Ақсуат ауылдық округі) — административная единица в составе Тимирязевского района Северо-Казахстанской области Казахстана. Административный центр и единственный населенный пункт — село Аксуат.
Население — 1099 человек (2009, 1653 в 1999, 2321 в 1989).
Динамика численности
| Численность населения | Численность населения | Численность населения |
| 1989                  | 1999                  | 2009                  |
| --------------------- | --------------------- | --------------------- |
| 2321                  | ↘1653                 | ↘1099                 |

## История
Аксуатский сельский совет образован 7 сентября 1979 года решением Северо-Казахстанской облисполкома. 12 января 1994 года постановлением главы Северо-Казахстанской областной администрации образован Аксуатский сельский округ.

## Этнокультурное объединение
С 28 июня 2006 года в округе функционирует Казахско-славянский этнокультурный центр «Отандастар».